# Bielovce
Bielovce – wieś (obec) na Słowacji położona w kraju nitrzańskim, w powiecie Levice. Pierwsze wzmianki o miejscowości pochodzą z roku 1138. 
Według danych z dnia 31 grudnia 2012, wieś zamieszkiwało 225 osób, w tym 125 kobiet i 100 mężczyzn.
W 2001 roku rozkład populacji względem narodowości i przynależności etnicznej wyglądał następująco:
- Słowacy – 6,2%
- Czesi – 1,46%
- Węgrzy – 91,61%

Ze względu na wyznawaną religię struktura mieszkańców kształtowała się w 2001 roku następująco:
- Katolicy rzymscy – 70,07%
- Ewangelicy – 1,09%
- Ateiści – 3,65%
- Nie podano – 1,46%